# Thelaira luteiventris
Thelaira luteiventris là một loài ruồi trong họ Tachinidae.